# Quatre Bornes
Quatre Bornes es una localidad mauriciana localizada en el distrito de Plaines Wilhems, salvo la parte occidental, cuyo territorio se encuentra en Rivière Noire. La localidad está gestionada por el Concejo Municipal de Quatre Bornes.
El municipio se encuentra situado entre Beau-Bassin Rose-Hill y Vacoas-Phoenix y está conectado por carretera en todas las direcciones.
De acuerdo con el censo de 2012, la población era de 82.545 habitantes.

## Historia y etimología
En 1721, Wilhem Leicknig de Prusia se asentó en la isla, entonces conocida como "Isle de France". Posteriormente, el distrito recibiría su nombre en su memoria. En 1740, el cartógrafo francés, Guyomar cartografío los "Quartiers des Plaines Wilhems" siendo Quatre Bornes representado como un bosque que al paso de los años sería colonizado.
Joseph François Charpentier de Cossigny nombró el término como "Palma" y en 1764, el Gobernador Antoine Desforges Boucher como "Bassin". En 1850, durante el periodo británico, se construyó la Iglesia de St. Jean, y en 1864 la línea de ferrocarril.
En 1890 obtuvo el estatus de villa y en 1896 fue proclamada por su Gobernador como "Población".
En 1967 Bassin y Palma fueron incorporadas a Quatre Bornes.